# 南京市青龙山精神病院
南京市佑安医院（南京市青龙山精神病院），是中华人民共和国江苏省的一所医院，为二级甲等医院，位于淳化镇青龙山，隶属于南京市民政局。

## 规模
南京市江宁区青龙山精神病院总床位800张，日门诊量217人次。